# Drosophila montium (artgrupp)
Drosophila montium är en artgrupp inom släktet Drosophila och undersläktet Sophophora som består av 7 artundergrupper. Tidigare räknades hela artgruppen som en artundergrupp inom artgruppen Drosophila melanogaster (artgrupp).
Artgruppen är tydligt monofyletisk, alla arter inom gruppen är närmare besläktade med varandra än med arter utanför den och delar en gemensam förfader som levde någonstans i Sydostasien för cirka 20 miljoner år sedan. Inom artgruppen kan två utvecklingslinjer sedan urskiljas, en med arter som främst lever i den orientaliska regionen (bland andra Drosophila kikkawai, Drosophila nagarholensis, Drosophila barbarae) och de som lever i den afrotropiska regionen (bland andra Drosophila greeni, Drosophila nikananu, Drosophila bocqueti, Drosophila bakoue). Arter inom artgruppen är ofta svåra att skilja bara genom att studera deras utseende, även hannars könsorgan och morfologin hos deras sexkammar, som ofta används för artbestämning inom släktet Drosophila, är mycket lika varandra.

## Artundergrupper inom artgruppenDrosophila montium
- Drosophila kikkawai (artundergrupp)
- Drosophila montium (artundergrupp)
- Drosophila orosa (artundergrupp)
- Drosophila parvula (artundergrupp)
- Drosophila punjabiensis (artundergrupp)
- Drosophila seguyi (artundergrupp)
- Drosophila serrata (artundergrupp)